# Lamborghini Gallardo
O Lamborghini Gallardo é um modelo esportivo produzido pela fabricante italiana Lamborghini entre 2003 e novembro de 2013. É o primeiro modelo da marca equipado com motor V10, produzindo 520 cv de potência. No Salão de Genebra de 2007 foi lançada a versão Superleggera, com 10 cv a mais e 100 kg a menos. Em 2005 foi considerado pela revista Car Design News um dos dez carros mais belos do mundo, e um dos três feitos por Giorgetto Giugiaro que está nesta lista, foi sucedido pelo Lamborghini Huracán.

## Carro de Polícia

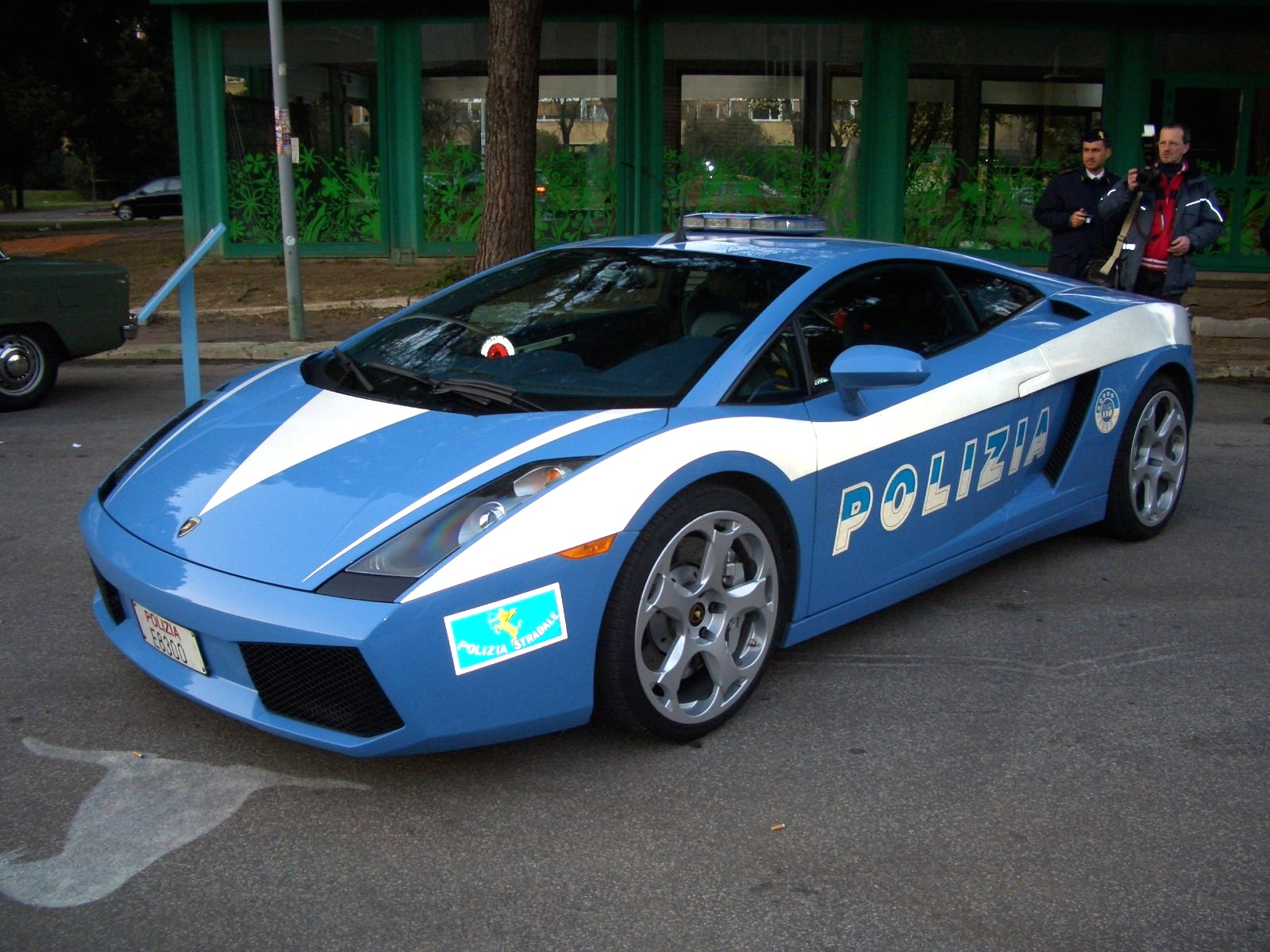
Gallardo da polícia italiana

Em dezembro de 2004 alguns Gallardos foram doados pela Lamborghini para a polícia italiana como presente por seu 152º aniversário. Com o seu motor V10 de 520 cv de potência a 7800 rpm, vai de 0–100 km/h em 4,2 segundos, tendo uma velocidade máxima de 318 km/h.

## Gallardo LP560-4
No Salão de Genebra de 2008 a Lamborghini apresentou uma versão atualizada o Gallardo denominada LP560-4. O modelo teve seu motor 5.2 V10 retrabalhado para alcançar a potência de 560 cv.
Como o Gallardo já não era o garoto mais arteiro da turma, a Lamborghini tratou de deixar seu modelo de entrada mais esperto para enfrentar os outros bad boys do universo europeu dos esportivos de alto luxo. Assim surge o Gallardo LP560-4, que tem a tarefa de substituir o mais bem-sucedido comercialmente até hoje, com 7100 unidades vendidas em cinco anos. Seu novo motor V10 de 5.2 litros, com injeção direta e 12,5:1 de taxa de compressão, entrega 560 cv a 8000 rpm, 40 cv a mais que o do carro que ele aposenta, com 20 kg a menos de peso. 
Graças a essas melhorias, o Gallardo LP560-4 cumpre a aceleração de 0 a 100 km/h em 3,4 segundos e vai embora até alcançar 355 km/h. Tudo isso não evitou que a Lamborghini reduzisse o consumo em 18%. A transmissão com câmbio seqüencial de seis velocidades oferece trocas 40% mais rápidas na alavanca do console ou nas borboletas atrás do volante. São seis módulos de funcionamento, tanto manual quanto automático. 
A suspensão foi reprojetada para melhor estabilidade em altas velocidades. A distribuição do peso é feita com 43% na dianteira e 57% na traseira, o que, com tração nas quatro rodas, aprimora a estabilidade do esportivo. Freios Brembo são itens de série, mas o dono pode escolher discos de carbono cerâmica opcionalmente. Siglas importantes que podem ajudar a manter o esportivo eletronicamente sob controle em condições mais arriscadas de uso estão lá: ABS, ESP, ASR e ABD, tudo para que a frenagem, a estabilidade e a tração ocorram de maneira mais equilibrada possível. 
Olhando rapidamente a carroceria de alumínio nem se nota que se trata de um novo Gallardo. Mas as tomadas de ar do mini-Murciélago estão mais amplas, ainda que num esquema muito próximo da Ferrari F430. Os faróis de 15 diodos estão mais curtos. As saídas de ar traseiras, antes três, agora foram reduzidas a apenas uma. As lanternas não mais invadem a parte superior da traseira. Ainda assim, fica claro que em termos de carroceria se trata de uma remodelação, mais que uma geração completamente nova. E isso é motivo para comemorar, já que cinco anos de convivência foram pouco para este grande Lamborghini e suas artes.

## Gallardo LP550-2 Valentino Balboni

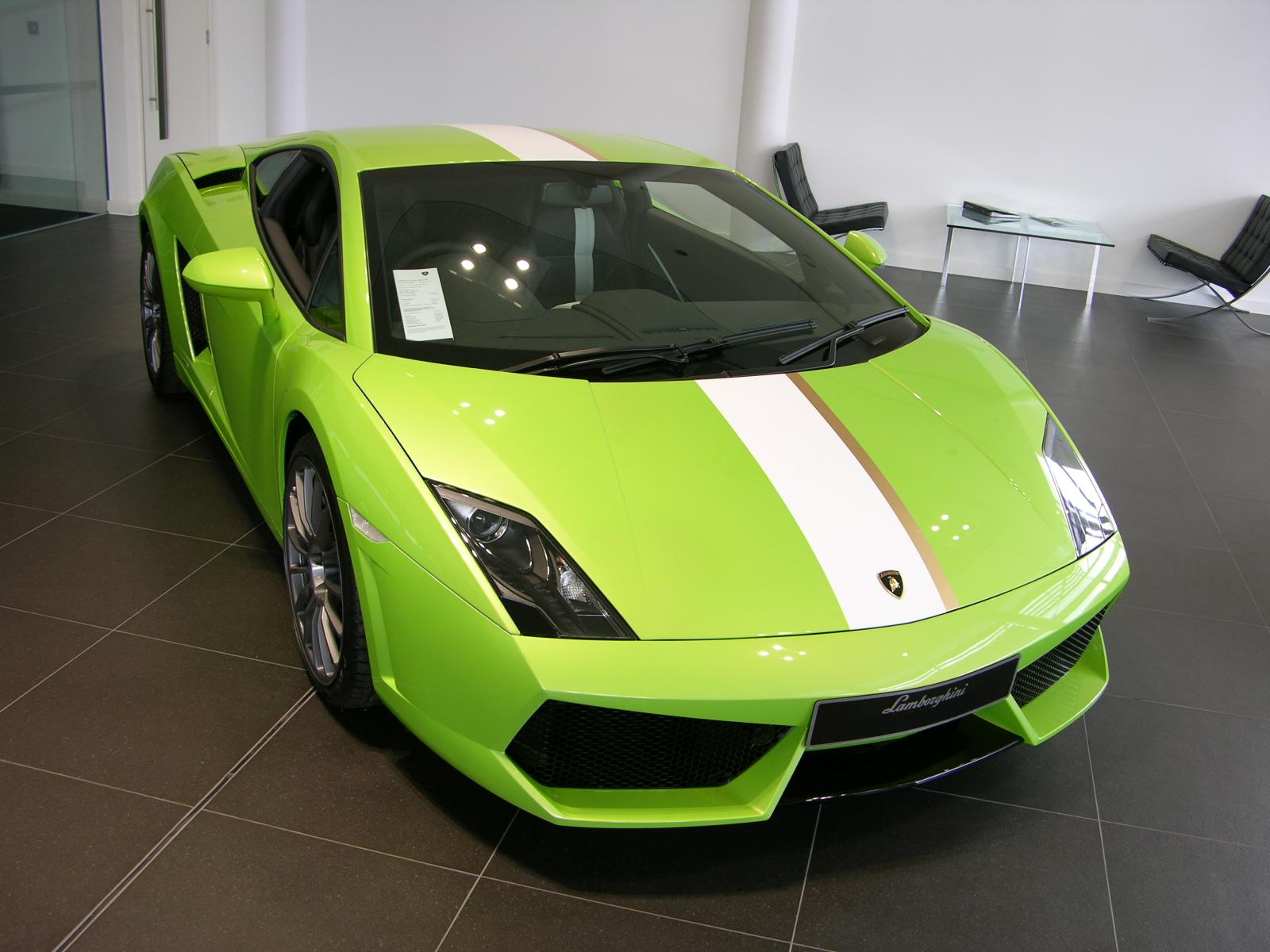
O modelo feito em homenagem a Valentino Balboni

Um modelo diferenciado do Gallardo que homenageia o piloto de testes da fábrica Valentino Balboni, que entrou na Lamborghini quando esta ainda pertencia à Ferruccio Lamborghini, ao tempo de sua aposentadoria. Este modelo tem características exclusivas como a faixa branca longitudinal e com tração às rodas traseiras apenas (Balboni prefere este tipo de tração), ante tração nas quatro rodas do restante da linha Gallardo.
O carro foi assim nomeado em homenagem a Valentino Balboni, o mais conhecido dos pilotos de teste da marca, que aposentou-se após 40 anos de serviços prestados à empresa.
Possui motor V10, 550 cv de potência, tração nas rodas traseiras, câmbio manual de seis marchas e não possui controle de tração. Vai de 0 a 100 km/h em 3.9 segundos. Tem velocidade máxima de 320 km/h.
Serão produzidas apenas 250 unidades deste modelo.

## Encerramento
Depois de dez anos de produção e mais de 14.000 unidades produzidas, que o tornaram o modelo mais bem sucedido da marca de Sant’Agata, a história do Lamborghini Gallardo chegou ao fim em 2013. O Gallardo foi lançado em 2003 para celebrar o 40º aniversário da Lamborghini, e marcou o início de uma nova era da fabricante. Depois de mais de quinze anos sem um modelo de entrada, e de um período conturbado nas mãos de investidores asiáticos, o Gallardo foi o primeiro modelo da marca sob o controle da Audi, e deu continuidade à linha de esportivos V10 da Lamborghini, que estava interrompida desde 1988 quando foi encerrada a produção do Jalpa.
O Gallardo foi substituído pelo Lamborghini Huracán em 2014.
Nos jogos foi um carro que muitos apreciam até agora, um exemplo é a série de jogos de corrida Need for Speed, que desde 2005 sempre esteve presente até agora em seu último lançamento, Need for Speed: Rivals. Também aparece em utras séries como Forza, Gran Turismo, Grid entre outros.